# Antoine Gévaudan
Pour les articles homonymes, voir Gévaudan (homonymie).
Antoine Gévaudan est un homme politique français né le 21 mai 1746 à Sète et décédé le 17 mai 1826 à Paris.

## Biographie
Antoine Gévaudan naît le 21 mai 1746 à Sète.  
Banquier, Antoine Gévaudan devient entrepreneur des charrois de l'armée puis administrateur des Messageries royales, qui possèdent alors le monopole des transports publics en France, 
Il est député de la Seine de 1822 à 1824, siégeant dans la majorité soutenant les ministères de la Restauration. 
Le 10 mai 1810, il a légitimé une position irrégulière en épousant Sophie Devienne, sociétaire de la Comédie Française.
Il meurt le 17 mai 1826 à Paris. 

## Sources
- « Antoine Gévaudan », dans Adolphe Robert et Gaston Cougny, Dictionnaire des parlementaires français, Edgar Bourloton, 1889-1891 [détail de l’édition]
- Louis Bergeron, Banquiers, négociants et manufacturiers parisiens du Directoire à l’Empire, 2020